# 科莱奥内
科莱奥内（義大利語：Corleone，義大利語發音：[korleˈoːne]），又名柯里昂鎮，是意大利西西里大区巴勒莫广域市的一个市镇。总面积229平方公里，人口11363人，人口密度49.6人/平方公里（2009年）。ISTAT代码为082034。
幾位黑手黨老大都來自科莱奥内，其中包括：湯米·加利亞諾、Jack Dragna、Giuseppe Morello、Michele Navarra、Luciano Leggio、Leoluca Bagarella、Salvatore Riina和Bernardo Provenzano。這裡也是馬里奧·普佐的小說《教父》中幾個虛構人物的誕生地，包括與本地同名的維托·柯里昂。
當地的黑手黨大家族Corleonesi在1980年代和1990年代領導黑手黨，而且是最暴力和最殘忍的集團。